# San José Tejamanil
San José Tejamanil är en ort i Mexiko, tillhörande kommunen Naucalpan de Juárez i delstaten Mexiko. San José Tejamanil ligger i den centrala delen av landet och tillhör Mexico Citys storstadsområde. Orten hade 2 578 invånare vid folkmätningen 2010. 2020 hade befolkningen ökat till 3 067 personer.